# 特里奧萊峰

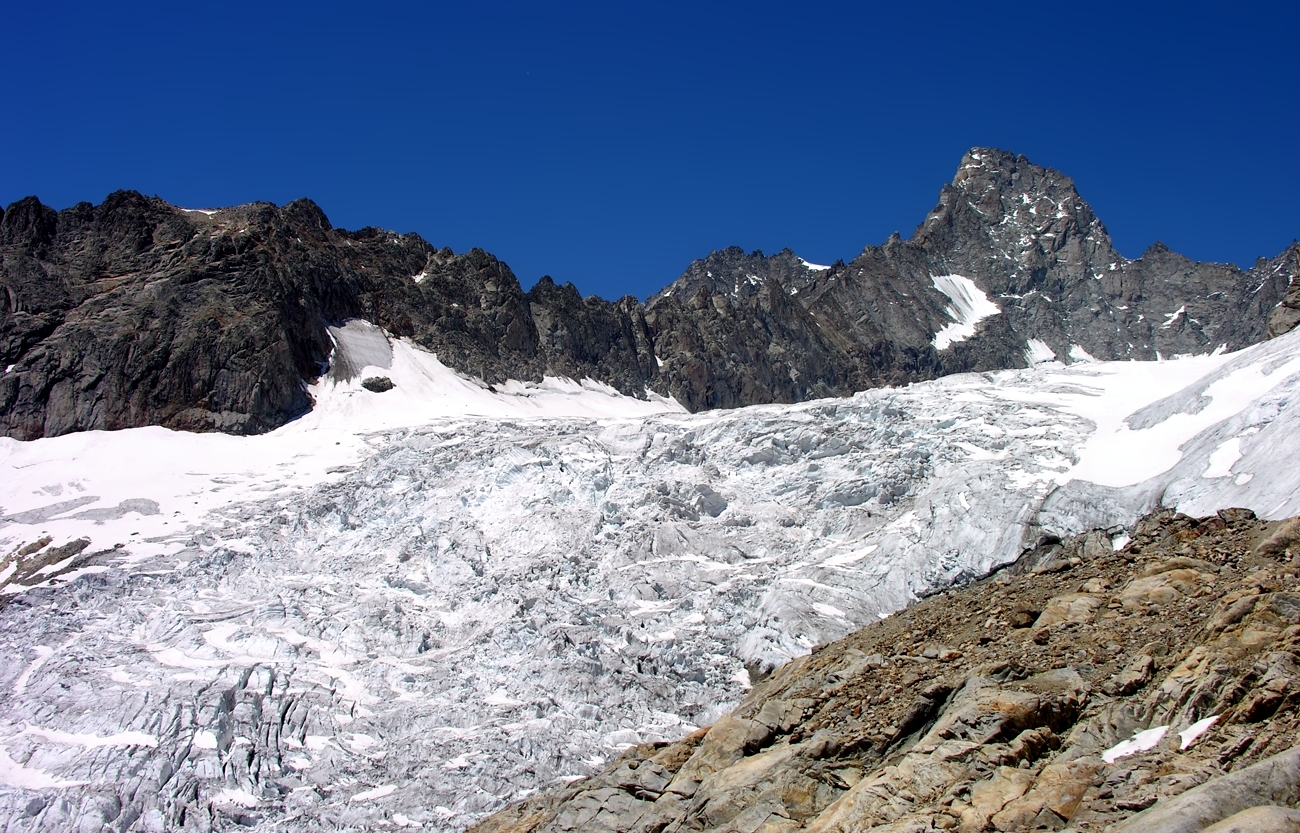

45°54′59″N 7°01′28″E / 45.91639°N 7.02444°E
特里奧萊峰（法語：Aiguille de Triolet），是西歐的山峰，位於法國和意大利接壤的邊境，由羅納-阿爾卑斯大區和瓦萊達奧斯塔大區負責管轄，屬於勃朗峰的一部分，海拔高度3,870米，人類在1874年8月26日首次登頂。